# Metellina orientalis
Metellina orientalis là một loài nhện trong họ Tetragnathidae.
Loài này thuộc chi Metellina. Metellina orientalis được miêu tả năm 1932 bởi Spassky.